# Le Puy-en-Velay
Le Puy-en-Velay város Franciaország déli részén, Auvergne-Rhône-Alpes régióban, Haute-Loire megye székhelye. Franciaország kulturális és történelmi városa címet viseli. Lakosainak száma 18 989 fő (2022. január 1.). Le Puy-en-Velay Aiguilhe, Brives-Charensac, Chadrac, Coubon, Cussac-sur-Loire, Espaly-Saint-Marcel, Polignac, Saint-Christophe-sur-Dolaizon és Vals-près-le-Puy községekkel határos.

## Története
A középkorban a Vellavi gall törzs központja volt. A 10. századból származó írások Vetula néven említik.
A város közelében az akvitánok a 8. században erődöt (castrum) építettek.

## Demográfia

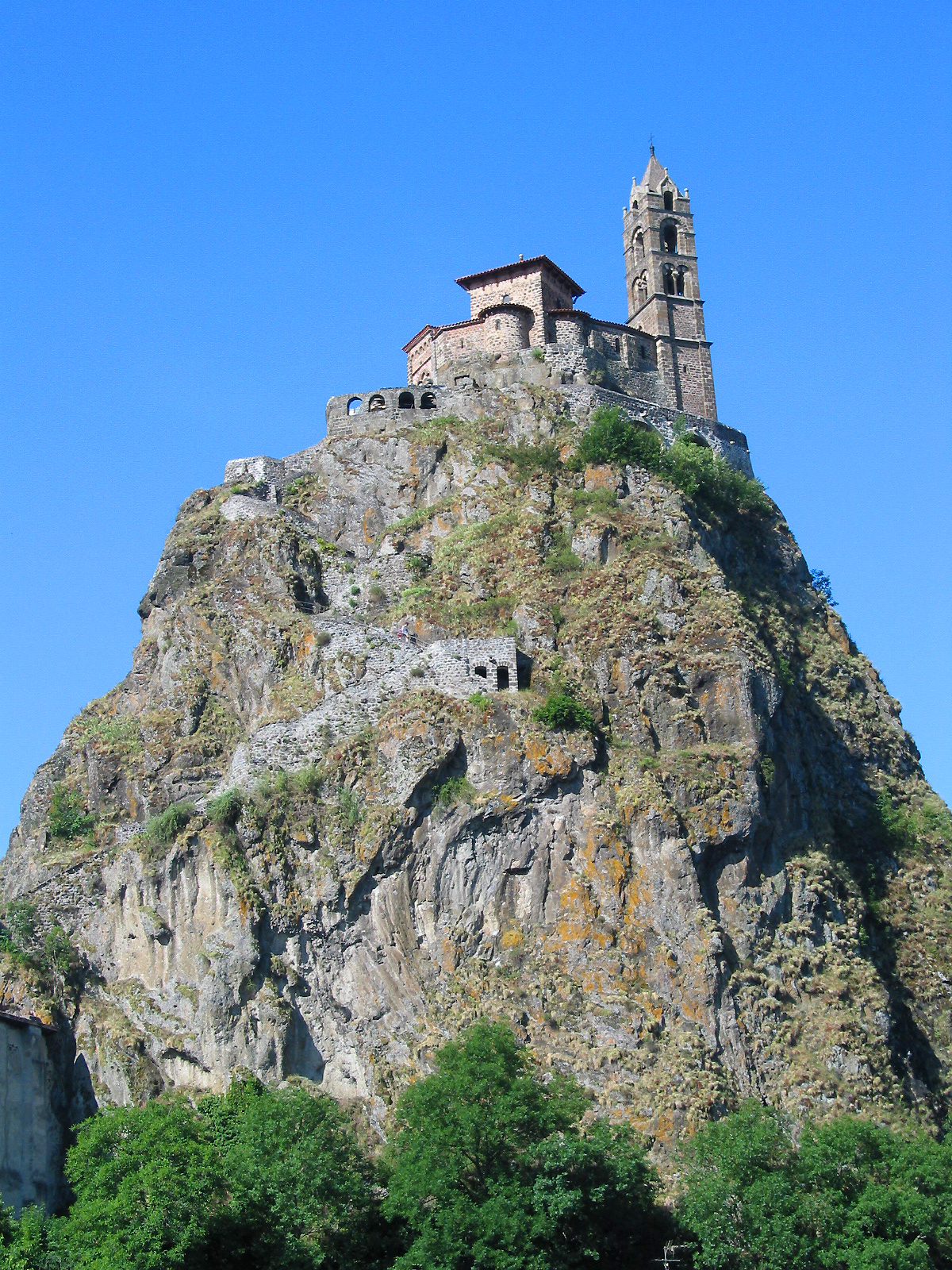
Szent Mihály-kápolna

| Év   | Lakosság |
| ---- | -------- |
| 1793 | 11 060   |
| 1800 | 10 601   |
| 1806 | 12 318   |
| 1821 | 14 844   |
| 1836 | 14 924   |
| 1841 | 14 674   |
| 1846 | 14 995   |
| 1851 | 15 723   |
| 1856 | 16 666   |

| Év   | Lakosság |
| ---- | -------- |
| 1861 | 17 015   |
| 1866 | 19 532   |
| 1872 | 19 223   |
| 1876 | 19 250   |
| 1881 | 18 825   |
| 1886 | 19 031   |
| 1891 | 20 308   |
| 1896 | 20 793   |
| 1901 | 20 570   |

| Év   | Lakosság |
| ---- | -------- |
| 1906 | 21 420   |
| 1911 | 20 944   |
| 1921 | 18 488   |
| 1926 | 19 821   |
| 1931 | 20 288   |
| 1936 | 21 660   |
| 1946 | 22 705   |
| 1954 | 23 453   |
| 1962 | 25 125   |

| Év   | Lakosság |
| ---- | -------- |
| 1968 | 26 389   |
| 1975 | 26 594   |
| 1982 | 24 064   |
| 1990 | 21 743   |
| 1999 | 20 490   |
| 2006 | 19 321   |
| 2010 | 18 521   |

## Látnivalók

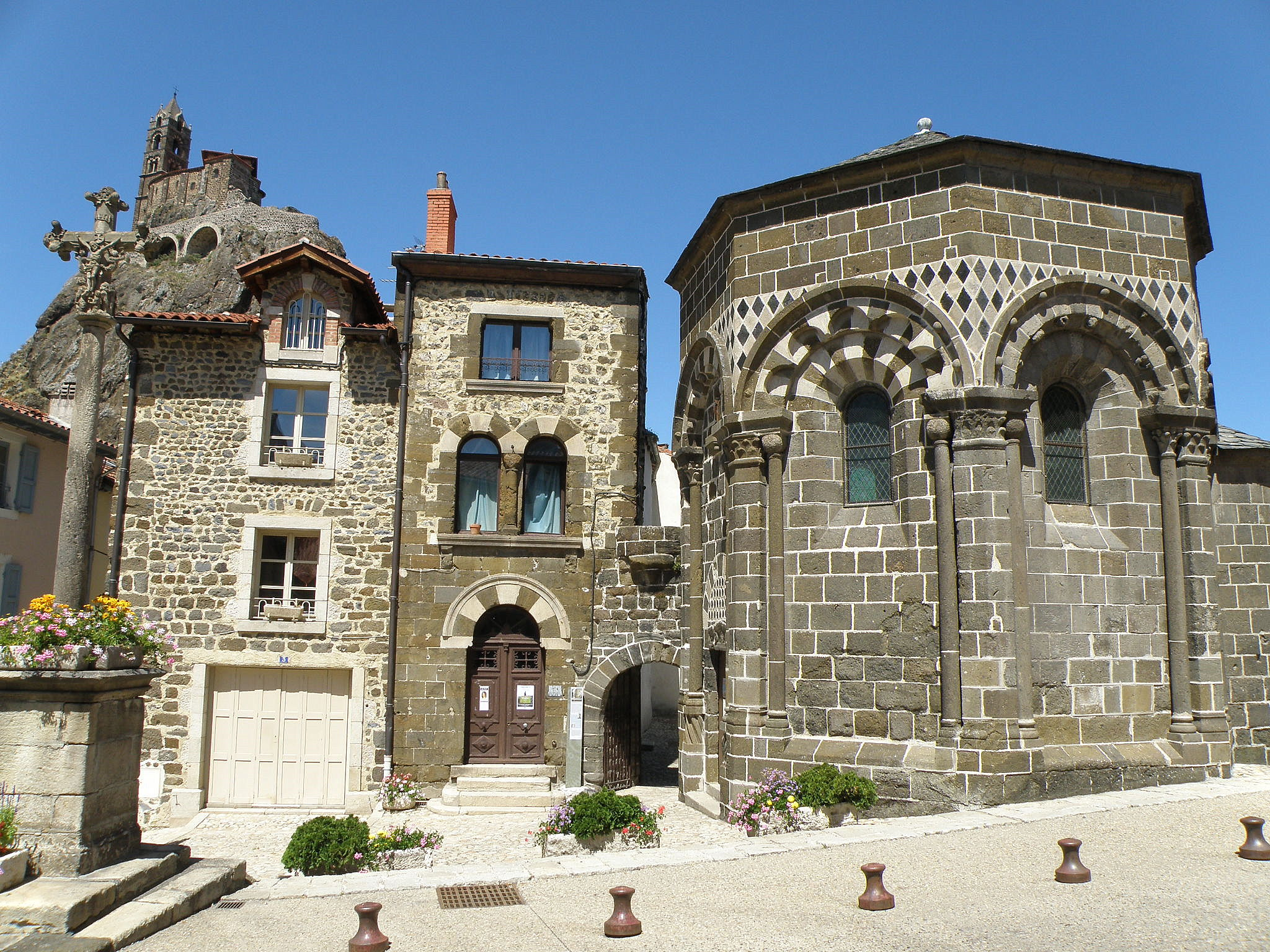
Chapelle Saint-Clair

- Cathédrale Notre-Dame-de-l'Annonciation - a város katedrálisának építését a 11. században kezdték el.
- Chapelle Saint Michel
- Église Saint-Laurent
- Église Saint-Georges
- Église Saint-Pierre-des-Carmes
- Chapelle Saint-Georges
- Chapelle Saint-Clair
- Musée Crozatier - Charles Crozatier emlékmúzeuma
- Franciaország Nagyasszonyának szobra

## Testvérvárosok
- Németország - Meschede
- Egyesült Királyság - Tonbridge
- Spanyolország - Tortosa
- Olaszország - Brugherio
- Portugália - Mangualde